# Trg Dam
Trg Dam je trg koji se nalazi u centru Amsterdama u Holandiji. Reč “dam” na holandskom jeziku znači brana i zapravo predstavlja mesto gde su holandski ribari pre par stotina godina sagradili svoje kuće, kako bi se zaštitili od nemirnih voda reke. Nakon toga, grad se počeo proširivati polazeći od ovog mesta. Iako danas na ovom trgu možemo videti moderne zgrade, ovde se takođe nalaze i stare građevine koje su od velikog značaja, kao što su Kraljevska palata i Nova crkva, kao i Spomenik oslobođenja koji se nalazi u samom centru trga.

## Spomenik osobođenja
Ovaj beli obelisk je dekorisan alegorijskim figurama, koje je postavio J.Radeker 1956. godine, u znak sećanja na holandske žrtve II svetskog rata. Spomenik uključuje i dvanaest urni, od kojih svaka sadrži šaku zemlje uzetih iz jedanaest provincija, dok je dvanaesta uzeta iz Indonezije.

## Kraljevska palata
Lep primer klasične holandske klasične arhitekture, koja je dizajnirana od strane Jakoba fan Kampena, a izgrađena između 1648. i 1655. godine. Sagrađena je na 13.659 šipova, koji su bili potrebni za pravljenje solidne baze u močvarnoj zemlji. Izvorno je bila sagrađena da preuzme mesto prethodnoj gradskoj većnici koja je bila potpuno uništena u požaru. Mlađi brat francuskog cara Napoleona, Luj Bonaparta, je od nje sačinio svoju kraljevsku palatu kada je postao kralj Holandije 1808. godine. Ono što prvo upada u oči jeste jako jednostavan izgled fasade. Iznad redova prozora, na sredini građevine, se nalazi trouglasti pediment koji sadrži skulpture dizajnirane od strane Artusa Kvelinusa I, umetnika iz Antverpena. Statue predstavljaju grad Amsterdam okružen Neptunom i drugim mitskim morskim bićima, uključujući nimfe i Tritona, koji odaju počast bogatstvu i moći. Harmoničan eksterijer palate čine i oktogonalna kula i kupola. Za razliku od jako jednostavne spoljašnjosti fasade, unutrašnjost ove palate je raskošno dekorisana. Za tu dekoraciju su bili angažovani umetnici, uključujući Ferdinanda Bola, koji je bio Rembrantov učenik, Hofert Flink i Sejmen Bosboum, dok je najvažniji skulptor bio Rombout Ferhulst.

## Nova crkva
Veliki požar 1452. godine je dve trećine Amsterdama pretvorio u pepeo, a takođe je uništio i prvobitnu crkvu koja se nalazila pored,
kasnije sagrađene, Kraljevske palate. Građani Amsterdama su je obnovili podizanjem bazilike sa transeptom u kasno gotičkom stilu, kao i podizanjem visokih prozora dekorisanih vitražima, koji imaju važnu ulogu u gotičkom prostoru i koji ispunjavaju prostor bazilike raznobojnom svetlošću. Ponos ove crkve je njena predikaonica koja je isklesana u drvetu i koja je remek-delo baroka. Na njoj je Albert Finkenbrink radio oko trinaest godina, a završena je 1649. godine. U ovoj crkvi su sahranjeni mnogi slavni Holanđani, uključujući i najčuvenijeg pesnika Jousta fan den Fondela. Takođe je i kralj Vilijam I ovde krunisan.

## Robna kuća Magna Plaza
Se nalazi ispred Kraljevske palate i pripada stilu holandske renesanse. Izgrađena je između 1895-1899.godine i prvobitno je bila zgrada Glavne pošte. Magna Plaza sadrži više od trideset ekskluzivnih prodavnica, kao i nekoliko restorana. Sa svojom raskošnom dekoracijom se uklapa sa drugim građevinama oko trga i zajedno čine harmoničnu celinu.

## Robna kuća Bејеnkorf
Istorija holandske robne kuće Bејеnkorf počinje davne 1870.godine, a bila je u vlasništvu jevrejskog preduzetnika Simona Filipa Houdsmita.Nalazi se sa leve strane Kraljevske palate i danas ćete ovde pronaći brendove iz samog svetskog vrha.

## Grand hotel Krasnapolski
Ova istorijska građevina se nalazi na izuzetnoj lokaciji, na adresi Dam 9. Ovaj hotel datira iz 1885.godine.

## Galerija
- Trg Dam,1890.god.Amsterdam
- Trg Dam,Jan fan der Hejden,1668.god.Amsterdam
- Spomenik oslobođenja, Amsterdam
- Kraljevska palata, Amsterdam
- Kraljevska palata,Amsterdam
- Kraljevska palata,Amsterdam
- Nova crkva,Amsterdam
- Nova crkva, Amsterdam
- Nova crkva,Amsterdam
- Robna kuća Bejenkorf,1920.god.Amsterdam
- Robna kuća Bejenkorf, Amsterdam
- Robna kuća Magna Plaza,Amsterdam
- Grand hotel Krasnapolski, Amsterdam
- Trg Dam,Amsterdam
- Luj Bonaparta

## Literatura
- Magi, Giovanna, Amsterdam, str.4-8.

## Spoljašnje veze
- http://www.magnaplaza.nl/f%5B%5D] - zvanični sajt Robne kuće Magna Plaza
- https://www.debijenkorf.nl/ Архивирано на веб-сајту  (20. мај 2017) - zvanični sajt Robne kuće Bejenkorf